# محمد صالح‌علا
محمد صالح‌علاء (زادهٔ ۲۵ آذر ۱۳۳۱) بازیگر، شاعر، نویسنده، مجری تلویزیون، فیلم‌ساز و ترانه‌سرای اهل ایران است.

## زندگی
صالح‌علاء در ۲۵ آذر ۱۳۳۱ در اراک به‌دنیا آمد. او در سال ۱۳۵۶ از مدرسه هنرهای دراماتیک رویال آکادمی لندن فوق دیپلم سینما و تلویزیون و در سال ۱۳۵۹ مدرک کارشناسی بازیگری و کارگردانی از دانشکده هنرهای دراماتیک و در سال ۱۳۷۲ کارشناسی ارشد زبان و ادبیات فارسی از دانشکده ادبیات دانشگاه علامه طباطبایی گرفت.
از اساتید محمد صالح علاء می‌توان به آقای دکتر مهدی فروغ اشاره کرد. آغاز فعالیت هنری او از سال ۱۳۴۷ با قصه‌نویسی و قصه‌خوانی در رادیو و سپس نویسندگی متن برنامه و نمایش‌نامه بود. او در طی سال‌های اولیه‌اش نمایش‌های بسیار ساخته است که یکی از آن‌ها اسکی روی آتش است. محمد صالح علاء فعالیت سینمایی را از سال ۱۳۴۷ با ساخت فیلم‌های تبلیغاتی و بازی در سینما را از سال ۱۳۶۴ با تیغ و ابریشم کاری از مسعود کیمیایی آغاز کرد.
صالح علاء بعد از انقلاب ۱۳۵۷ با شورانگیز طباطبایی ازدواج کرد که حاصل این ازدواج پسری به نام باران است.
او در دههٔ ۸۰ خورشیدی مجلهٔ «نشانی» را منتشر می‌کرد که پس از مدتی انتشار آن متوقف شد. صالح علاء پیوسته به عنوان مجری و نویسنده با شبکه‌های مختلف رادیویی همکاری داشته است.
صالح علاء کتاب عجیب «تمامی آنچه که مردان در باب زنان می‌دانند» اثر عبدل اسمیت را ترجمه کرده است. وقتی این کتاب ۱۱۰ صفحه‌ای را باز کرده و تا انتها ورق می‌زنید چیزی جز صفحات سفید نمی‌بینید. از این کتاب بیش از ۲۸ چاپ به فروش رفته است. به گفته او این کتاب آوانگارد است.

تصویری از محمد صالح علاء که فریدون آو در کتابِ «اُه ، چه زیبایی‌یی» چاپ کرده است.

## نمونه اشعار
سینه‌ام دکان عطاری است
دردت چیست؟
شمبلیله، رازیانه، شاهی و گیشنیز، اهل آویشن، نبیذ سرخ شورانگیز
سینه‌ام دکان عطاری است
دردت چیست؟
تو اگر جسمت بهاران است اما جان تو پاییز
راه را گم کرده‌ای
عازم مسجد سلیمانی ولیکن می‌رسی تبریز
عاشقی تو، عاشقی تو
سینه‌ام دکان عطاری است
دردت چیست؟
من برای عاشق بی‌کس
من برای عاشق بی‌چیز
راه رفتن، گریه کردن زیر باران می‌کنم تجویز
نازبوها، بوی نعناع، بوی یاس، پیرهن چاکی، درآمیدن لباس
سینه‌ام دکان عطاری است
دردت چیست؟

## بازیگری
- زائر شب‌های بارانی (۱۳۹۶)
- دوستان (۱۳۷۸)
- مثلث آبی (۱۳۷۸)
- شوکران (۱۳۷۷)
- عقرب (۱۳۷۵)
- پادزهر (۱۳۷۲)
- دادستان (۱۳۷۰)
- گرگ‌های گرسنه (۱۳۷۰)
- تیغ آفتاب (۱۳۶۹)
- جدال بزرگ (۱۳۶۹)
- دستمزد (۱۳۶۸)
- پنجره (۱۳۶۷)
- تیغ و ابریشم (۱۳۶۴)

## فیلم‌نامه
زخمی (۱۳۷۶)

## مستند «زائر شب‌های بارانی»
مستند زائر شب‌های بارانی روایت‌گر زندگی محمد صالح‌علاء است؛ مردی که سال‌ها در واپسین ساعات شب، مخاطبانش را با شعر، قصه و واژگانی شاعرانه بدرقه خواب می‌کرد. این مستند نگاهی شاعرانه و نوستالژیک به زندگی، سبک بیان و حضور رسانه‌ای او دارد.
در معرفی این اثر آمده است: «زائر شب‌های بارانی» با تو از روزگار رفته می‌گوید؛ از زائر، از باران، از شب، از انسان، از دوستانی که بودند و دیگر نیستند؛ از یادواره‌هایی که در حافظه ماندند و خط‌خطی نشدند. محمد صالح‌علاء با تو از محمد صالح‌علاء می‌گوید.
این فیلم در پاییز ۱۳۹۶ خورشیدی ساخته شده و در بخش خارج از مسابقه یازدهمین دوره جشنواره بین‌المللی فیلم مستند ایران، «سینماحقیقت»، به نمایش درآمد. با این حال، تاکنون در سینماها یا شبکه نمایش خانگی اکران نشده است.
این مستند با اجازه کارگردان آن، آقای هامون شیرازی، پس از گذشت چند سال، برای نخستین‌بار در پلتفرم‌های مختلف دیجیتال منتشر شده و در دسترس علاقه‌مندان قرار گرفته است.

## کتاب
- اجازه می‌فرمایید گاهی خواب شما را ببینم؟ (نشر پوینده)[۵]
- دست بردن زیر لباس سیب (نشر پوینده)[۶]
- تمامی آنچه که مردان در باب زنان می‌دانند (ترجمه)[۳]
- کاپوچینو، کیک پنیر (نشر پوینده)[۷]
- پارچه فروش عاشق (نشر ایماژ)
- خفه‌شو عزیزم! (نمایش نامه) (نشر پوینده)
- حیف! حوصله‌ام پیر شده (نشر پوینده)
- لایف ایز شورت! (مجموعه داستان کوتاه، نشر دف، در دست تولید)

## برنامه‌های تلویزیونی
- چشم شب روشن (۱۳۹۵)
- دو قدم مانده به صبح (۱۳۸۶)
- روزهای شفاهی[۸] (۱۳۷۸)
- نقد خنده (۱۳۷۸)
- علی‌آقا ۱۲۱ (۱۳۷۴)
- تا هشت و نیم (۱۳۷۳)
- لحظه (۱۳۵۶)

## ترانه‌ها
| خواننده        | نام ترانه     | ترانه‌سرا      | آهنگساز        | تنظیم           |
| -------------- | ------------- | ------------- | -------------- | --------------- |
| ستار           | آوازه خوان    | محمد صالح‌علاء | تورج شعبانخانی | اریک آرکانت     |
| ستار           | منو نترسون    | محمد صالح‌علاء | منوچهر چشم‌آذر  | منوچهر چشم‌آذر   |
| ستار           | شازده خانوم   | محمد صالح‌علاء | منوچهر چشم‌آذر  | منوچهر چشم‌آذر   |
| رامش           | زائر          | محمد صالح‌علاء | ناصر چشم‌آذر    | ناصر چشم‌آذر     |
| گوگوش          | نعمت عشق      | محمد صالح‌علاء | صادق نوجوکی    | منوچهر چشم‌آذر   |
| طوفان هل‌عطایی  | مش تقی        | محمد صالح‌علاء | طوفان          | منوچهر چشم‌آذر   |
| طوفان هل‌عطایی  | یادته         | محمد صالح‌علاء | طوفان          | طوفان           |
| شهره صولتی     | هرکی عاشقه    | محمد صالح‌علاء | مهرداد آسمانی  | منوچهر چشم‌آذر   |
| مهرداد آسمانی  | لیسانس        | محمد صالح‌علاء | مهرداد آسمانی  | آرا هایراپتیان  |
| مهرداد آسمانی  | مش تقی        | محمد صالح‌علاء | مهرداد آسمانی  | پرویز رحمان‌پناه |
| مهرداد آسمانی  | سگ            | محمد صالح‌علاء | مهرداد آسمانی  | سعید            |
| مهرداد آسمانی  | زلف سیاه      | محمد صالح‌علاء | مهرداد آسمانی  | سعید            |
| مهرداد آسمانی  | یادگاری       | محمد صالح‌علاء | مهرداد آسمانی  | سعید            |
| مهرداد آسمانی  | اون روزا      | محمد صالح‌علاء | مهرداد آسمانی  | سعید            |
| مهرداد آسمانی  | آفتاب         | محمد صالح‌علاء | مهرداد آسمانی  | آرا هایراپتیان  |
| مهرداد آسمانی  | عید غربت      | محمد صالح‌علاء | مهرداد آسمانی  | منوچهر چشم‌آذر   |
| مهرداد آسمانی  | باغ اطلسی     | محمد صالح‌علاء | مهرداد آسمانی  | آرا هایراپتیان  |
| مهرداد آسمانی  | سفر عشق       | محمد صالح‌علاء | مهرداد آسمانی  | منوچهر چشم‌آذر   |
| مهرداد آسمانی  | شبستون چشات   | محمد صالح‌علاء | مهرداد آسمانی  | فرهاد مرفه      |
| مهرداد آسمانی  | نیلوفر آبی    | محمد صالح‌علاء | مهرداد آسمانی  | منوچهر چشم‌آذر   |
| مهرداد آسمانی  | دریایی        | محمد صالح‌علاء | مهرداد آسمانی  | شوبرت آواکیان   |
| مهرداد آسمانی  | گلوبندک       | محمد صالح‌علاء | مهرداد آسمانی  | فرهاد مرفه      |
| مهرداد آسمانی  | حالا بیا      | محمد صالح‌علاء | مهرداد آسمانی  | شوبرت آواکیان   |
| مهرداد آسمانی  | عروس کاغذی    | محمد صالح‌علاء | مهرداد آسمانی  | شوبرت آواکیان   |
| مهرداد آسمانی  | حاشا مکن      | محمد صالح‌علاء | مهرداد آسمانی  | منوچهر چشم‌آذر   |
| مهرداد آسمانی  | هموطن         | محمد صالح‌علاء | مهرداد آسمانی  | منوچهر چشم‌آذر   |
| مهرداد آسمانی  | نفرین         | محمد صالح‌علاء | مهرداد آسمانی  | منوچهر چشم‌آذر   |
| مهرداد آسمانی  | بابا کرم      | محمد صالح‌علاء | مهرداد آسمانی  | امیر بدخش       |
| مهرداد آسمانی  | بابا کرم ۲    | محمد صالح‌علاء | مهرداد آسمانی  | محمد ستاری      |
| علیرضا افتخاری | یه چکه ماه    | محمد صالح‌علاء | فریدون خشنود   | امیر فتحی       |
| فریدون آسرایی  | رویا          | محمد صالح‌علاء | فریدون آسرایی  | پاشا یثربی      |
| فریدون آسرایی  | نان و ماه     | محمد صالح‌علاء | فریدون آسرایی  | پاشا یثربی      |
| علی زند وکیلی  | گل‌های شمعدانی | محمد صالح‌علاء | علیرضا افکاری  | -               |
| سینا سرلک      | در جاده هراز  | محمد صالح‌علاء | حمیدرضا روشن   | پویان نوروزی    |
| حمید غلامعلی   | عزای بی کسی   | محمد صالح‌علاء |                |                 |

## نگارخانه

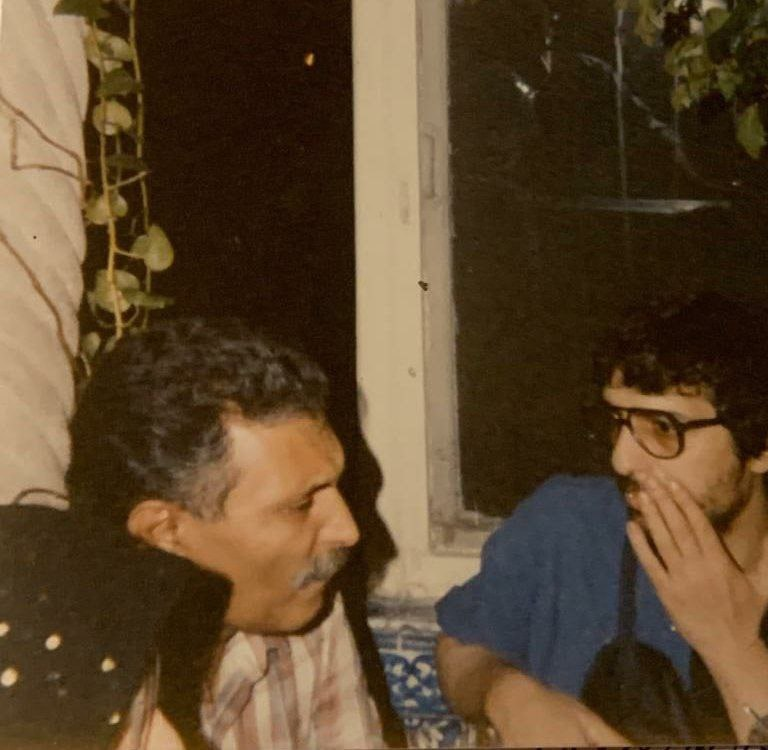
محمد صالح علا و حمید مصدق
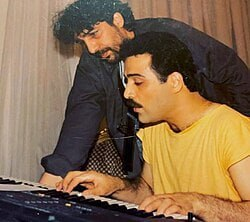
محمد صالح علا و مهرداد آسمانی
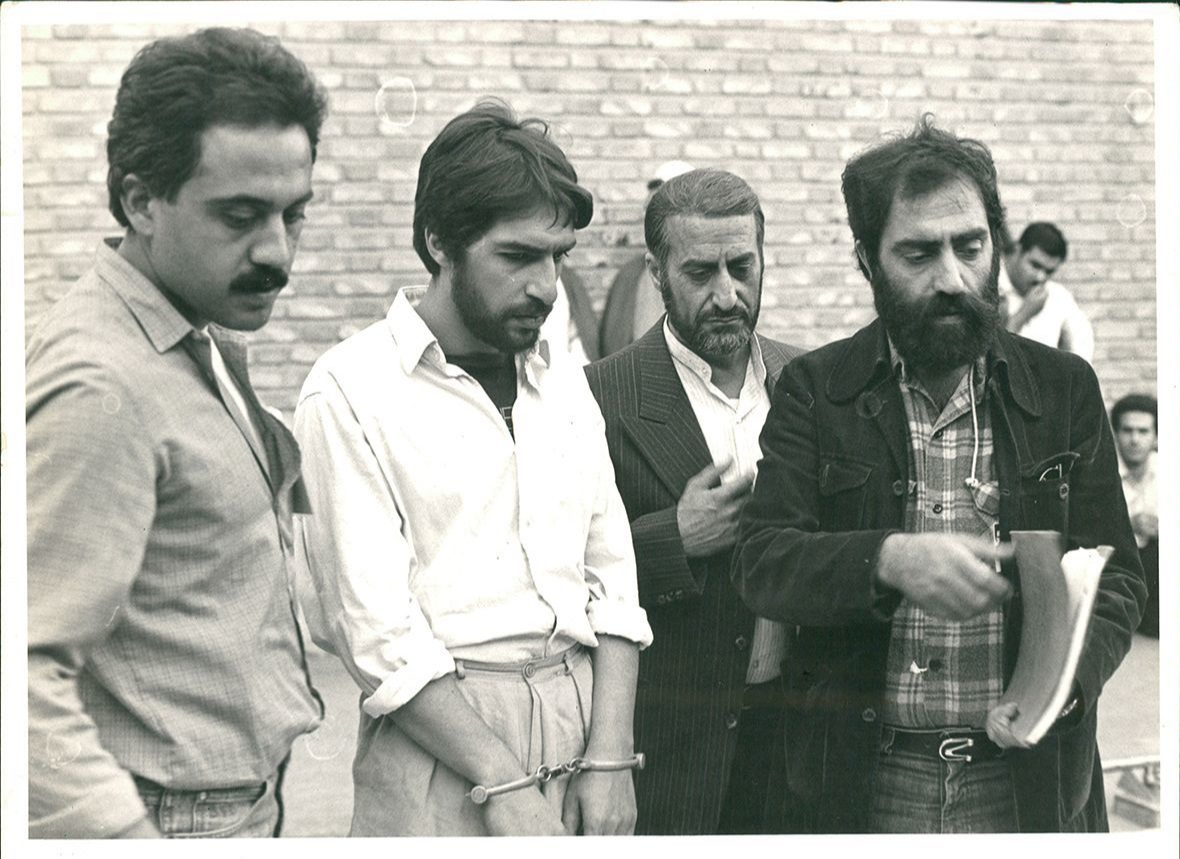
محمد صالح علاء و مسعود کیمیایی
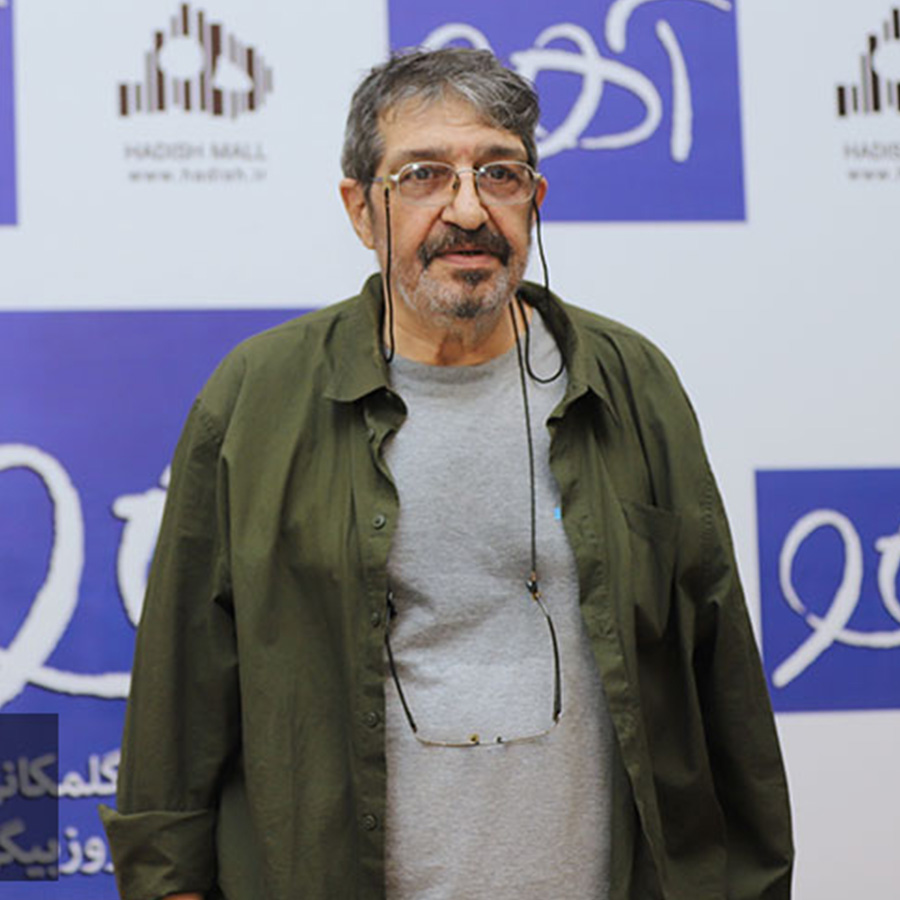
محمد صالح علاء
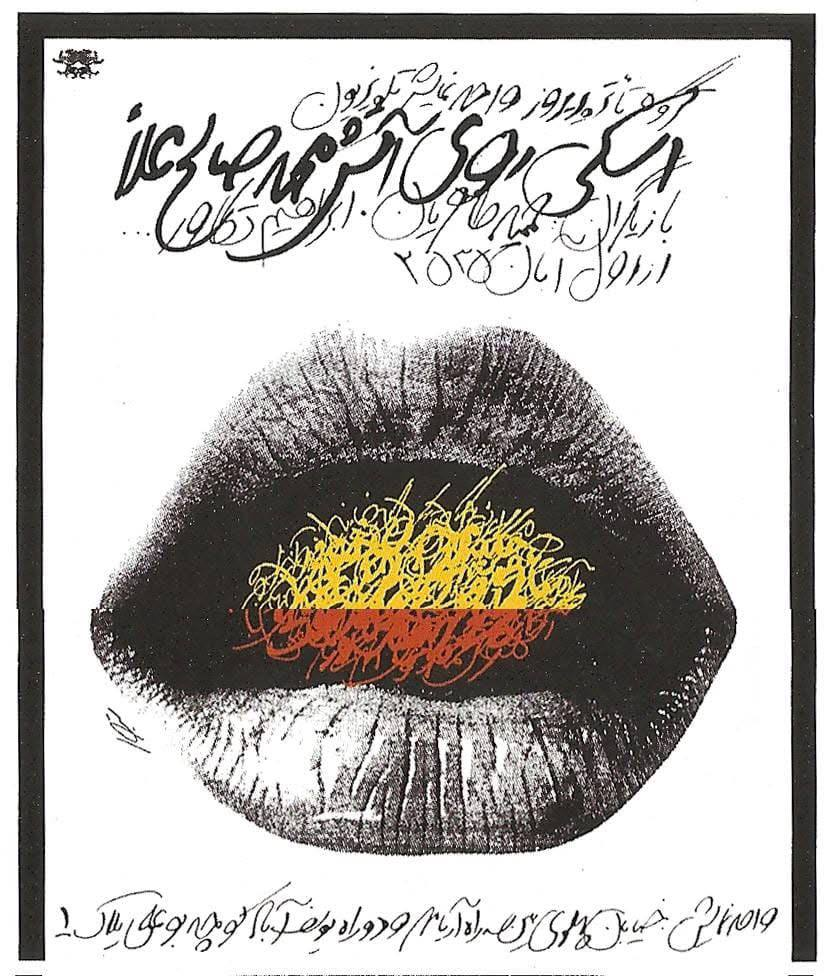
پوستر نمایش اسکی روی اتش اثر محمد صالح علاء